# 辛奇克
辛奇克（：‎）是土耳其阿德亞曼省
的一個縣。居住於辛奇克的居民以庫德族為主。根據土耳其官方於2021年所做的人口調查數據顯示：居住於辛奇克的總人口數量為4344人。